# Medin Zhega
Medin Zhega (né le 31 janvier 1946 à Shkodër dans le nord de l'Albanie - mort le 12 juin 2012) est un ancien joueur et entraîneur de football albanais.

## Biographie
Il évolue tout d'abord dans le club du KS Vllaznia Shkodër, équipe de football de sa ville natale de Shkodra, avant de partir rejoindre le Dinamo Tirana puis de finir sa carrière dans son premier club du Vllaznia. 
Durant sa carrière, il a remporté de nombreux championnats albanais. À 19 ans, il débute en sélection avec l'Albanie. Medin Zhega prend sa retraite à l'âge de 32 ans.
Après sa retraite de joueur, Zhega devient entraîneur et dirige la sélection nationale durant la saison 2000-2001.